# Colin Cunningham

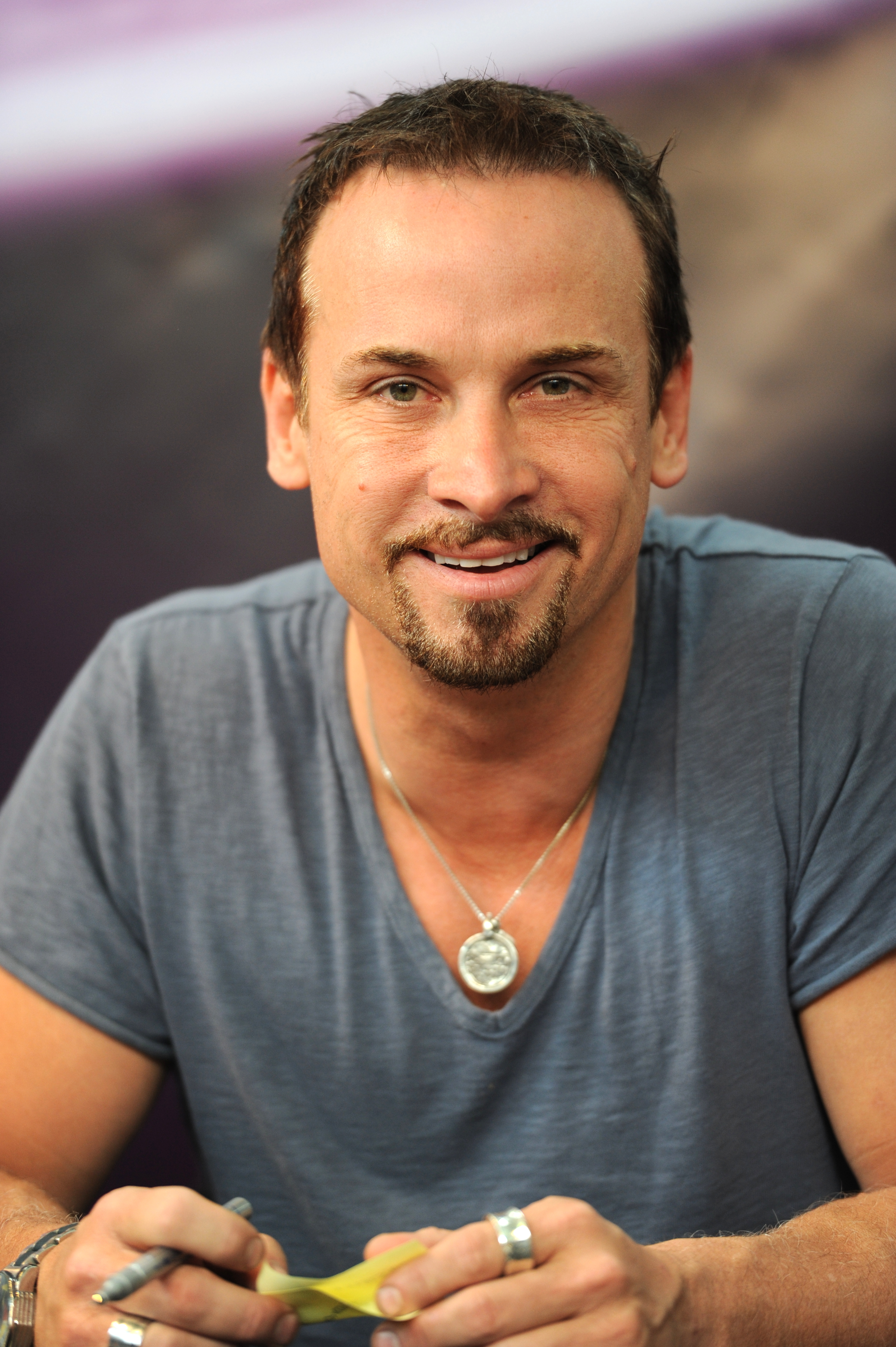
Colin Cunningham (2012)

Colin Alexander Cunningham (* 20. August 1966 in Los Angeles, Kalifornien) ist ein US-amerikanischer Schauspieler.

## Leben
Colin Cunningham wuchs zusammen mit einer Schwester und einem Bruder in Los Angeles auf. Durch einen Freund kam er ans Theater und sammelte dort erste Erfahrungen als Schauspieler auf der Bühne. 1993 verließ er seine Geburtsstadt und ging nach Kanada, wo er in Vancouver eine professionelle Filmschule besuchte.
Als ausgebildeter Schauspieler verkörperte Cunningham in der Science-Fiction-Serie Stargate – Kommando SG-1 in 15 Episoden die Rolle des Major Paul Davis. In der kanadischen Serie Da Vinci’s Inquest sowie in dessen Fortsetzung von 2006 spielte er den Polizisten Brian Curtis. Weitere Serien, in denen er zu sehen war, sind Flashpoint – Das Spezialkommando, The L Word – Wenn Frauen Frauen lieben und Falling Skies.
Filmisch war er bereits 2000 als Klongegner Tripp in The 6th Day zu sehen. 2005 trat er in Elektra als Agent der Hauptfigur auf. 2007 erstellte er einen eigenen 20-minütigen Kurzfilm namens Centigrade, bei welchem er sowohl Regie führte als auch die Hauptrolle spielte. Cunningham lebt heute im kanadischen Vancouver, British Columbia.

## Filmografie (Auswahl)
- 1995: Der Polizeichef (The Commish, Fernsehserie)
- 1995: Akte X – Die unheimlichen Fälle des FBI (The X-Files, Fernsehserie)
- 1996: Captains Courageous (Fernsehfilm)
- 1998: Der Sentinel – Im Auge des Jägers (The Sentinel, Fernsehserie)
- 1998: Viper (Fernsehserie)
- 1998: Das Netz – Todesfalle Internet (The Net, Fernsehserie)
- 1999: The Crow – Die Serie (The Crow: Stairway to Heaven, Fernsehserie)
- 1999–2005: Stargate – Kommando SG-1 (Fernsehserie, Gastauftritte)
- 2000: The 6th Day
- 2001: Startup
- 2001: Dark Angel (Fernsehserie)
- 2002: Da Vinci’s Inquest (Fernsehserie)
- 2003: Twilight Zone (Fernsehserie)
- 2003: Smallville (Fernsehserie)
- 2003: Andromeda (Fernsehserie)
- 2004: Star Trek: Phase II (Fernsehserie)
- 2004: CSI: Miami (Fernsehserie)
- 2004: The L Word – Wenn Frauen Frauen lieben (The L Word, Fernsehserie)
- 2004: 4400 – Die Rückkehrer (The 4400, Fernsehserie)
- 2005: Elektra
- 2005: Dead Zone (The Dead Zone, Fernsehserie)
- 2007: Psych (Fernsehserie)
- 2007: Eureka – Die geheime Stadt (Eureka, Fernsehserie)
- 2009: Stargate Atlantis (Fernsehserie)
- 2009: Last Impact – Der Einschlag (Last Impact, Fernsehfilm)
- 2009: Sanctuary – Wächter der Kreaturen (Sanctuary, Fernsehserie)
- 2010: Flashpoint – Das Spezialkommando (Flashpoint, Fernsehserie)
- 2010: Der Dämon – Im Bann des Goblin (Goblin) (Fernsehfilm)
- 2011: Shattered (Fernsehserie)
- 2011–2015: Falling Skies (Fernsehserie)
- 2012: Perception (Fernsehserie)
- 2015: Frozen Money (Numb)
- 2017: Blood Drive (Fernsehserie)
- 2018: Preacher (Fernsehserie)